# Filip Zegzuła
Filip Zegzuła (ur. 29 grudnia 1994 w Radomiu) – polski koszykarz, występujący na pozycjach rozgrywającego oraz rzucającego obrońcy, od 2023 zawodnik zespołu Enea Abramczyk Astorii Bydgoszcz.
11 maja 2021 zawarł kolejną umowę z HydroTruckiem Radom.

## Osiągnięcia
Stan na 27 listopada 2023, na podstawie, o ile nie zaznaczono inaczej.

### Drużynowe
Seniorskie
- Wicemistrz Polski (2016)
- Uczestnik rozgrywek:
  - FIBA Europe Cup (2015/2016 – TOP 32)
  - Ligi Mistrzów (2016–2018 – 8. miejsce w grupie C)
- Awans do PLK z Rosą Radom (2012)

Młodzieżowe
- Mistrz Polski juniorów starszych (U–20 – 2014)

### Indywidualne
- MVP I ligi (2017)[3]
- Zaliczony do I składu:
  - I ligi (2017, 2023)[4][5]
  - pucharu Polski PZKosz (2014)[6]
  - mistrzostw Polski juniorów starszych (U–20 – 2014)
- Lider strzelców I ligi (2017)[7]

### Reprezentacja
- Uczestnik mistrzostw Europy U–20 (2014 – 9. miejsce)